# A.Th. van Elmpt

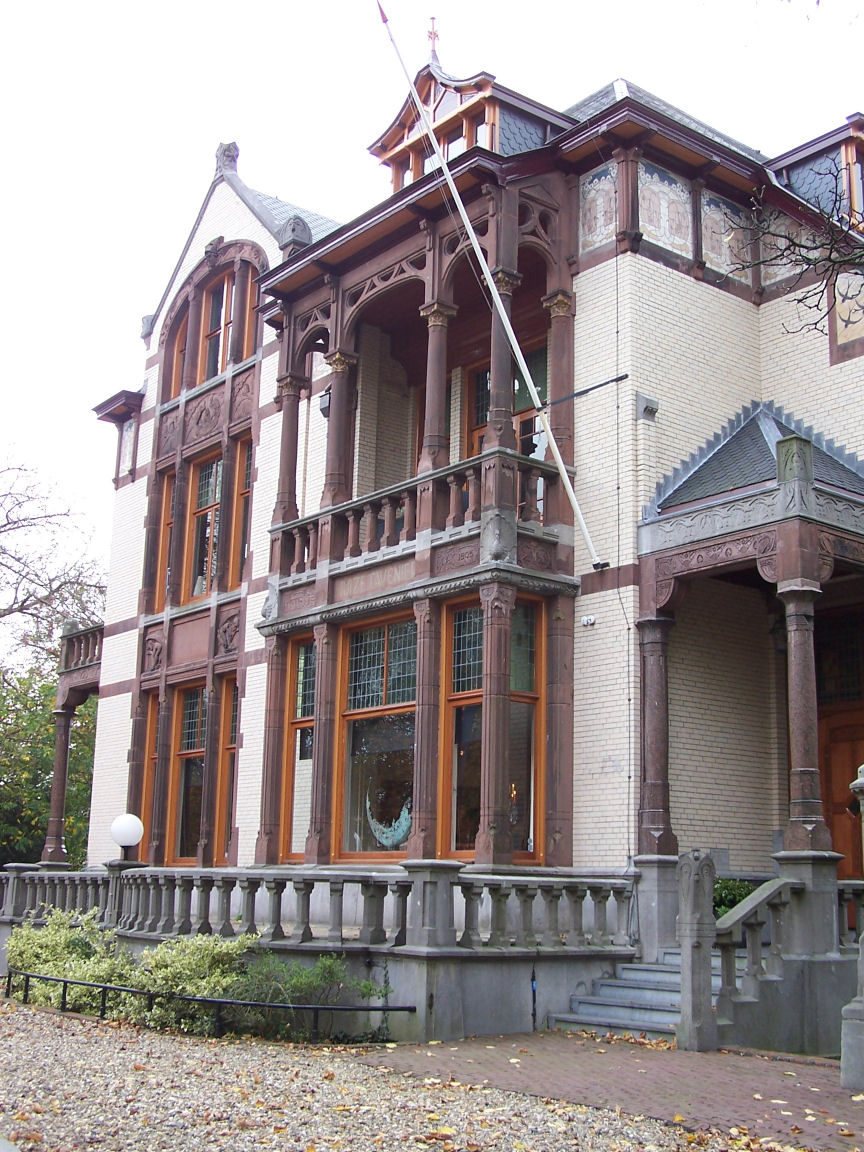
Villa Vredenrust (Huize Tavenier), Ubbo Emmiussingel 110

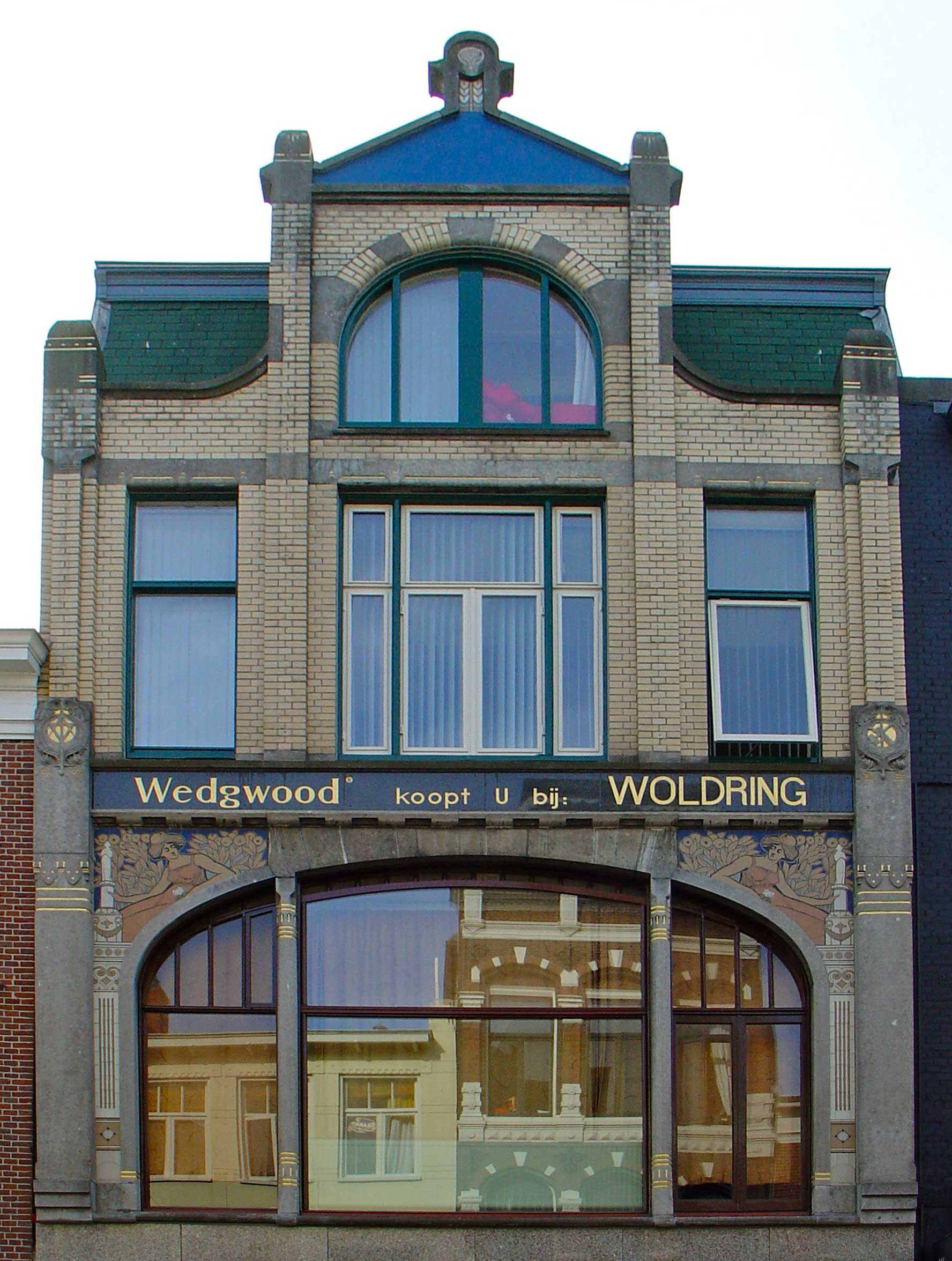
Voormalige meubelfabriek, Oosterstraat 19, Groningen

Antonius Theodorus van Elmpt (in de literatuur meestal A.Th. van Elmpt genoemd) (Groningen, 12 juli 1866 - Groningen, 25 december 1953) was een Nederlands architect. Hij ontwierp voornamelijk in en in de omgeving van de stad Groningen.

## Beknopte biografie
Van Elmpt werd geboren als zoon van een rooms-katholieke kastelein aan het Groningse Hoendiep. In 1897 trouwt hij de Groningse Alida Catharina Fenseling. Het jaar daarop ontwerpt hij een villa voor zijn zwager, notaris Tacxs te Vlijmen. In dit ontwerp heeft de neorenaissance-stijl de overhand. Rond 1900 hebben zijn ontwerpen voornamelijk kenmerken van de art-nouveau. Een voorbeeld van zo'n ontwerp, waarin art-nouveau-invloeden zichtbaar zijn, is Villa Vredenrust, beter bekend als Huize Tavenier. Rond 1920 vertonen zijn ontwerpen steeds meer kenmerken van de Amsterdamse school. Ook is hij enige tijd als docent bouwkunde verbonden geweest aan Academie Minerva. In 1929 heeft met name hij toen bepleit dat leerlingen van de afdeling Tekenen en Kunstnijverheid ook les zouden krijgen in het maken van gebrandschilderd glas in lood, dat in Groningen nauwelijks vervaardigd kon worden.
In 1932 sterft zijn vrouw Alida. Het huwelijk blijft kinderloos.

## Wetenswaardigheden
- Van Elmpt en zijn vrouw blijven vrijwel hun gehele huwelijk wonen op de Groningse Pelsterstraat 19.

## Lijst met werken
- jaar onbekend Groningen: Herestraat
- 1896 Groningen: winkelpand, Oude Kijk in 't Jatstraat 15-19, hoek Broerstraat, Rijksmonument
- 1896 Groningen: Oude Boteringestraat 59, in opdracht van het Rooms-Katholieke armbestuur, een herenhuis met sterke kenmerken van neo-gotiek. Rijksmonument; 486048.
- 1897 Groningen: opdracht verbinding Sint Jozefkerk en pastorie, Radesingel 4 (niet uitgevoerd)
- 1898 Vlijmen: Meliestraat 19
- 1898 Groningen: Poelestraat 1, hoek Oosterstraat, Gemeentelijk monument
- begin 20e eeuw Groningen: vernieuwing interieurafwerking voorkamer voorhuis, Pelsterstraat 19
- 1901 Groningen: verbouwing, Turftorenstraat 12
- 1901 Groningen: winkelpui, Turftorenstraat 17
- 1902 Groningen: woonhuis, Oude Boteringestraat 9
- 1902 Groningen: verbouwing woonhuis tot café, Herestraat 23
- 1902-'03 Groningen: Oude Boteringestraat 7
- 1903 Groningen: Herestraat 2 101
- 1903-'05 Groningen: Villa Vredenrust (later: Huize Tavenier), Ubbo Emmiussingel 110
- 1905-'06 Groningen: Wachters' Meubelfabriek, Oosterstraat 19[1]
- 1908 Groningen: school, Akerkhof 22 zz/Schoolholm
- 1909 Bellingwolde: Villa, Hoofdweg 242
- 1909 Groningen: verbouwing winkelpand Oosterstraat 59 (Rijksmonument)
- 1910 Groningen: uitbreiding bankgebouw, Pelsterstraat 44
- 1912 Groningen: winkelpui, Oude Ebbingestraat 52
- 1914 Zuidhorn: villa, De Gast 34
- 1914 Groningen: Villa De Rank, Verlengde Hereweg 177[2]
- 1915 Schiermonnikoog: Sint-Egbertuskapel
- 1916 Groningen: Villa Pax Sperata, Verlengde Hereweg 173 (met Gerrit Nijhuis)[2]
- 1918 Groningen: Deliplein
- 1918-'19 Amsterdamscheveld: rooms-katholieke kerk
- 1920 Groningen: bankgebouw, Herestraat 106-108
- 1921 Harlingen: rooms-katholieke school
- 1922 Groningen: dubbel handelshuis, Eendrachtskade Noordzijde 21 en 21-1
- 1923-'25 Groningen: Rooms-katholieke Ziekenhuis, Verlengde Hereweg
- 1925 Groningen: winkelpui, hoek Herestraat/Hoogstraatje
- 1925-1930 Groningen: moderniseringen salon begane grond achterbouw, Pelsterstraat 19 (vermoedelijk)
- 1926 Groningen: St. Willibrordusschool (v/a 1963 St. Michaëlschool), Butjesstraat 8
- 1926 Groningen: Mariapension of R.K. Liefdegesticht tussen de Butjesstraat, Pausgang, Hardewikerstraat en Kleine Butjesstraat.[3][4]
- 1927-'28 Hoogkerk: Theresiakapel, Zuiderweg 38
- 1928 Groningen: bankgebouw, Herestraat 106
- 1929 Zuidhorn: rooms-katholieke kerk
- 1930-'31 Harlingen: rooms-katholiek Sint Jozefziekenhuis
- 1931-'32 Zutphen: Sint Walburgis ziekenhuis, IJsselkade 32
- 1932-'34 Groningen: Pastorie Sint-Franciscuskerk, Zaagmuldersweg 65
- 1935 Groningen: verbouwing confectiefabriek, Akerkhof 12

## Galerij

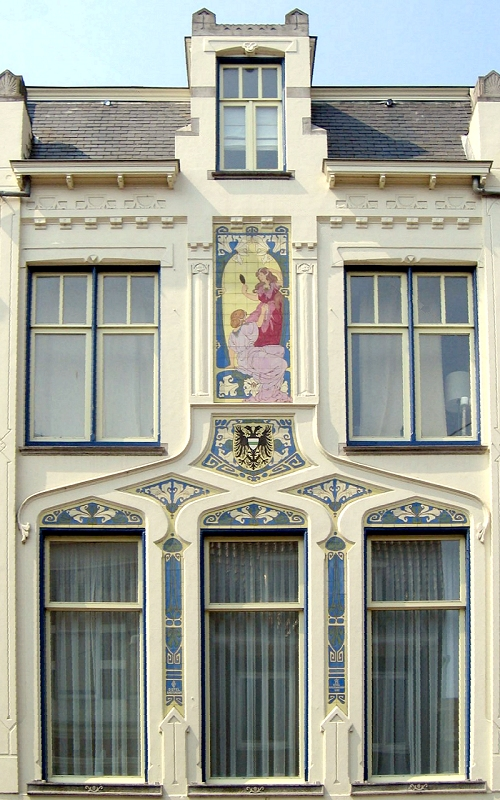
Herestraat 101 in Groningen
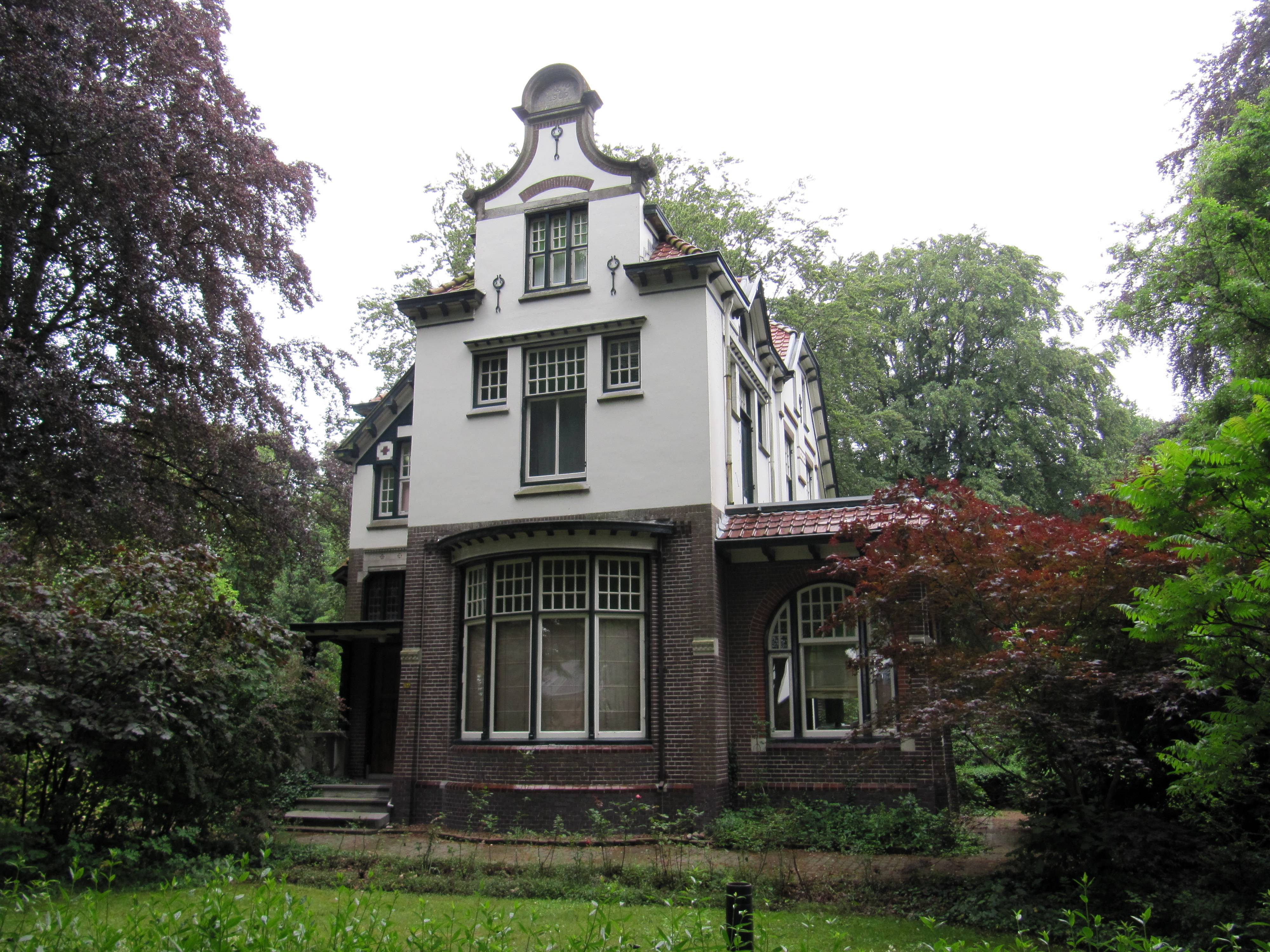
Hoofdweg 244 in Bellingwolde
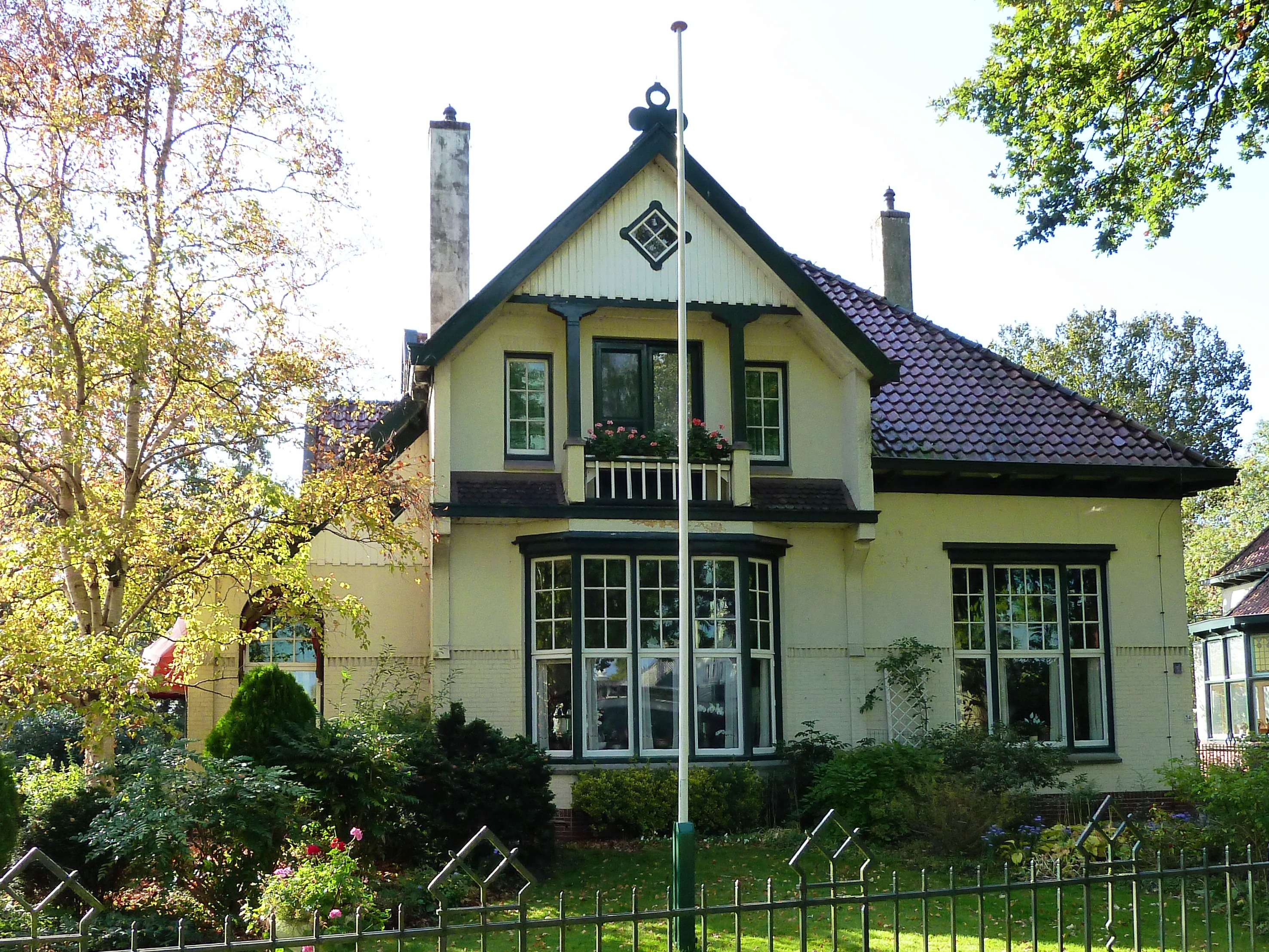
De Gast 34 in Zuidhorn
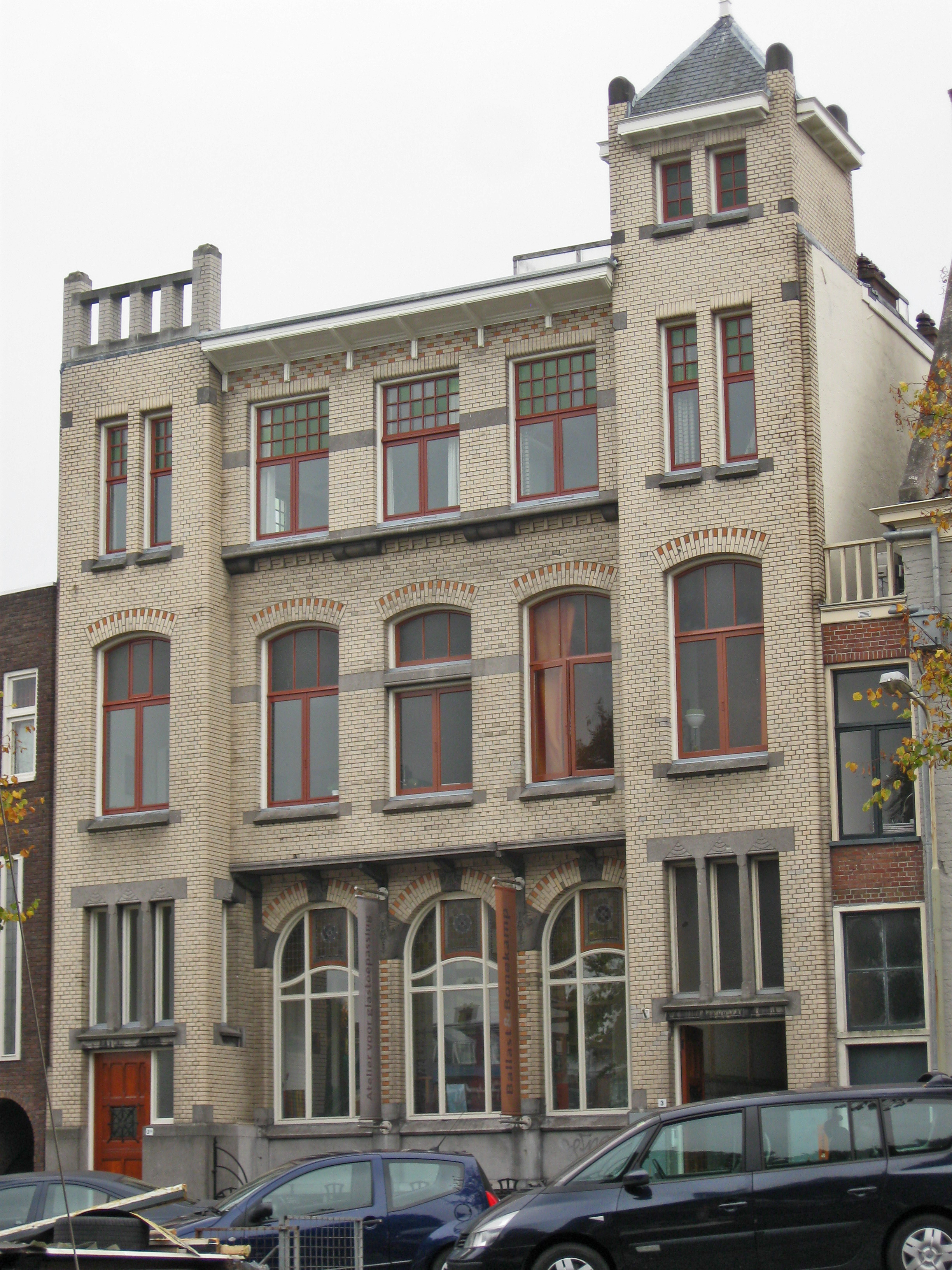
Turfsingel 3 in Groningen
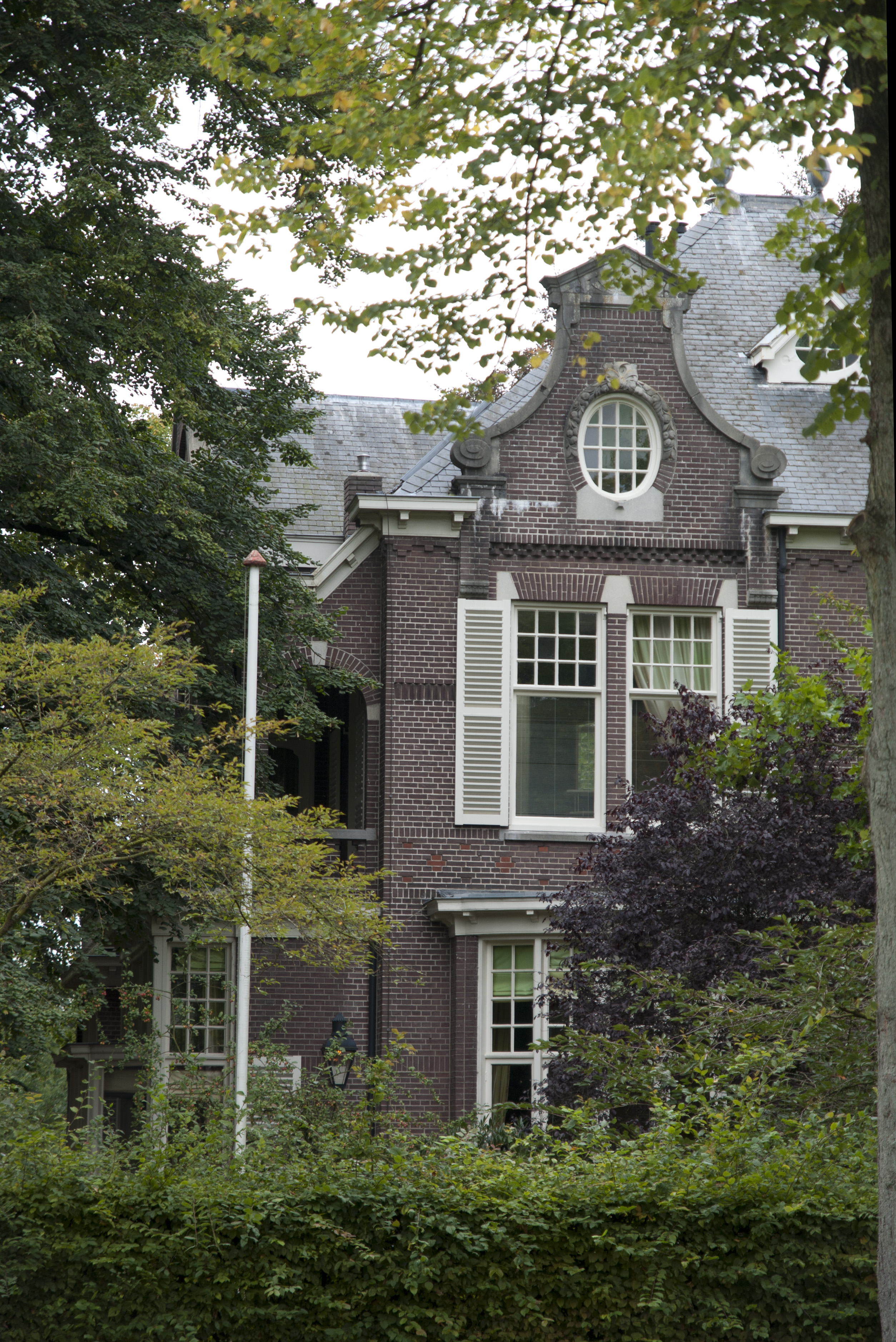
Verlengde Hereweg 177 in Groningen
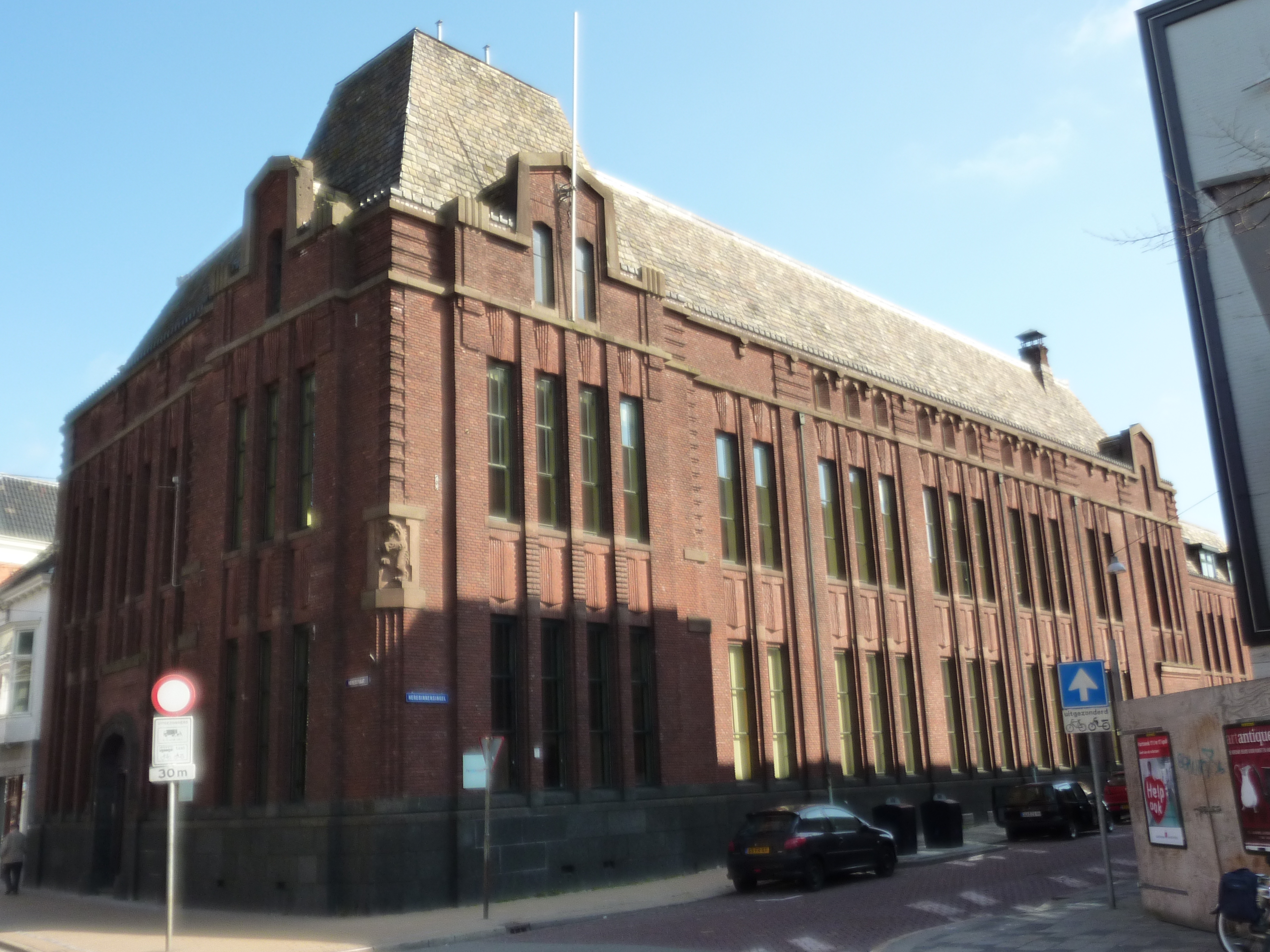
Oude Friesch-Groningsche Hypotheekbank (Herestraat 106) in Groningen
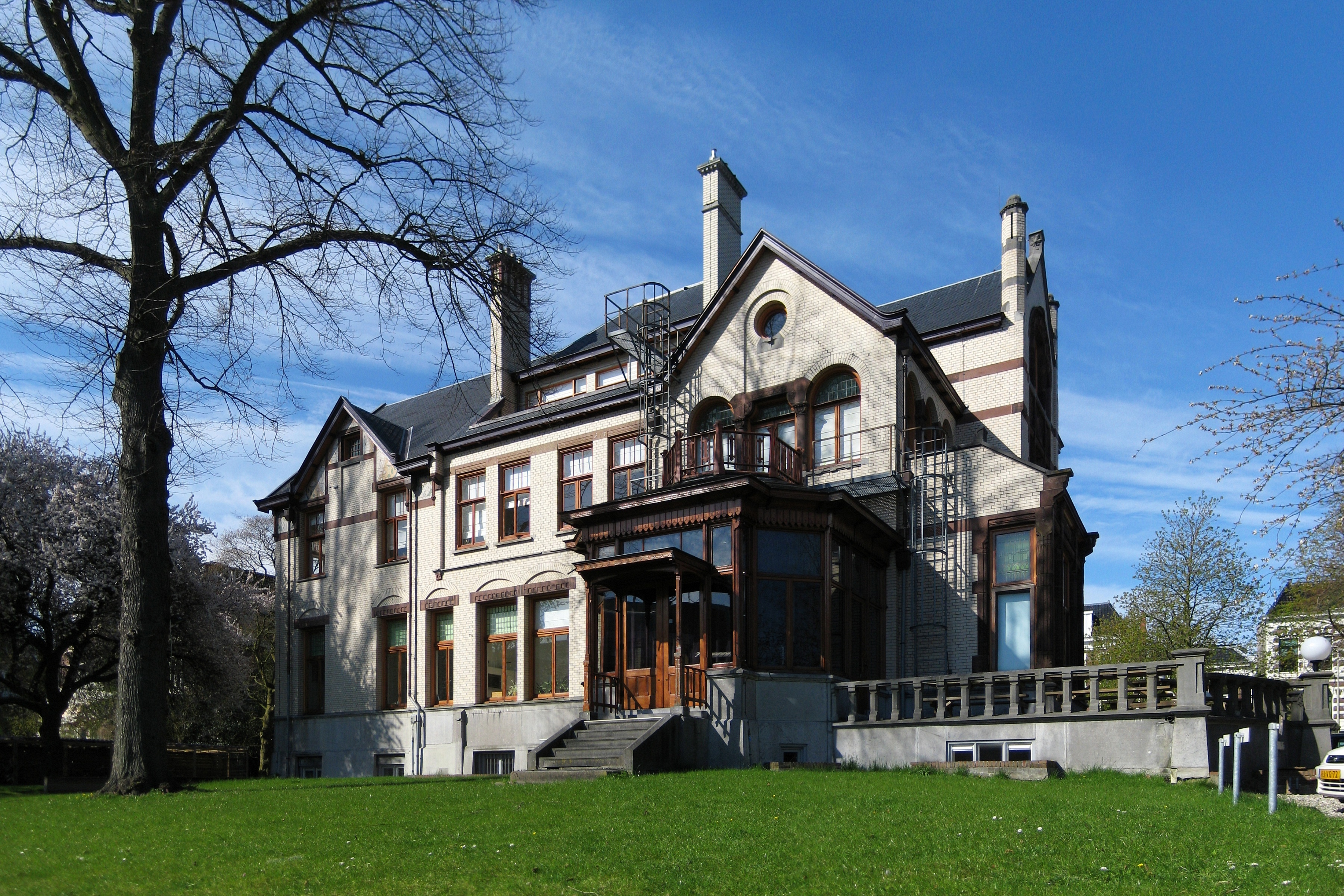
Huize Tavenier in Groningen
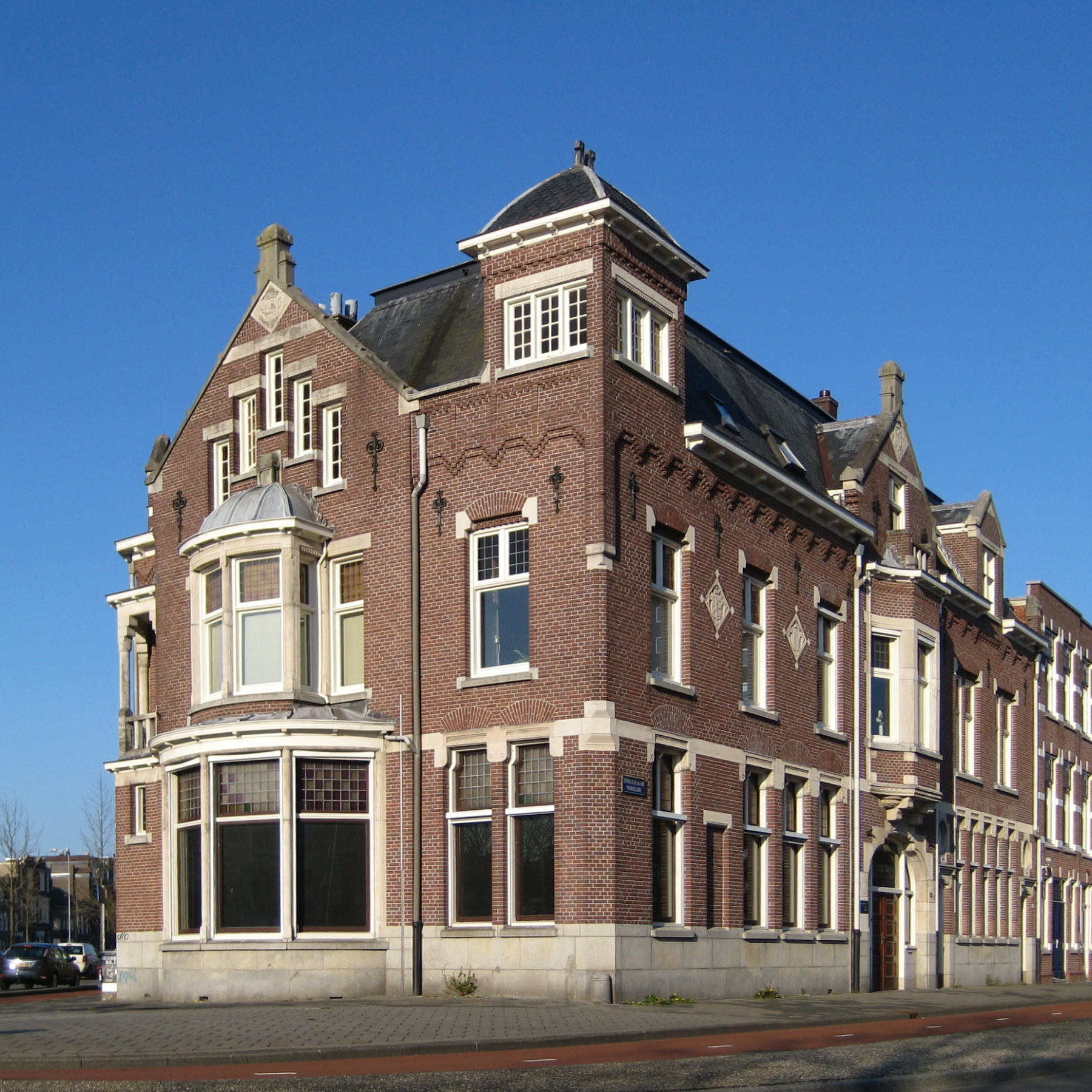
Hoendiepskade 32 in Groningen
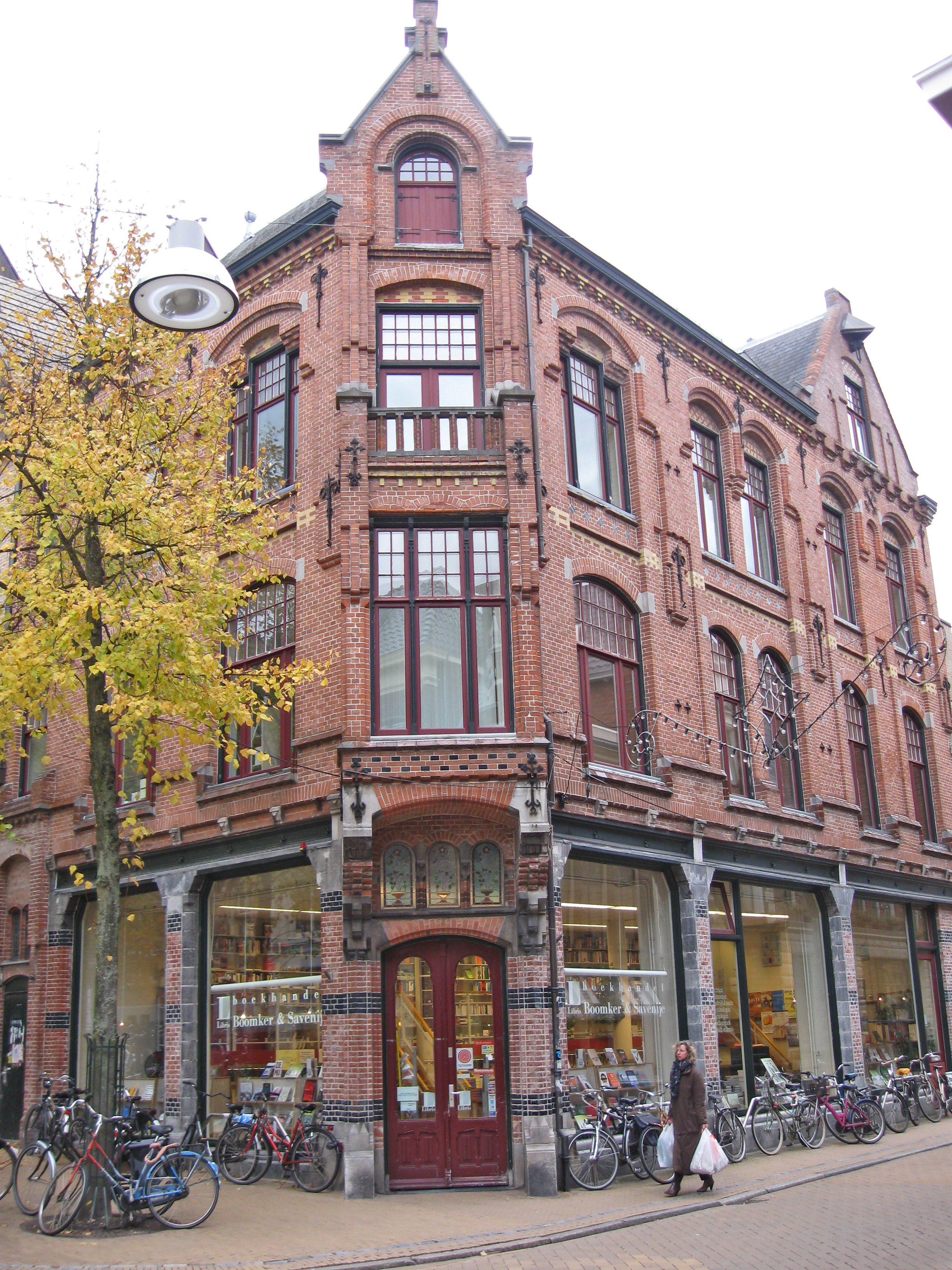
Oude Kijk in 't Jatstraat 15-19 in Groningen
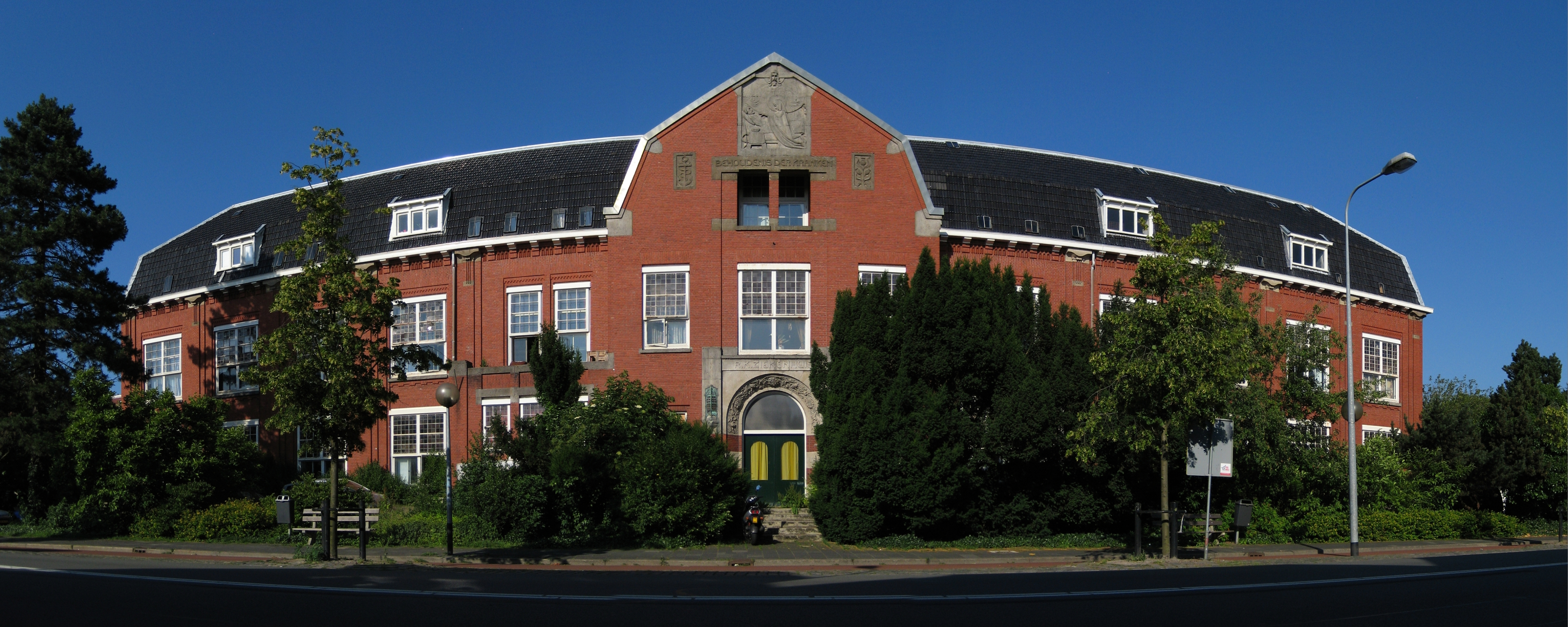
Rooms-Katholieke Ziekenhuis (Verlengde Hereweg 92) in Groningen